# Best Of (Vanilla Ninja)
Best Of è il primo Greatest Hits della band estone Vanilla Ninja.

## Il disco
Il disco contiene una selezione di brani dei due album precedenti (escluso il loro primo album Vanilla Ninja, perché appartenente ad un'altra etichetta discografica). Le ultime tracce dell'album, sono le extended version di Tough Enough, Blue Tattoo e Megamix.

## Tracce
1. Tough Enough – 3:22
2. Don't Go Too Fast – 3:11
3. When The Indians Cry – 3:31
4. Blue Tattoo – 4:08
5. Cool Vibes – 4:05
6. My Puzzle Of Dreams – 3:22
7. Never Got To Know – 3:15
8. Traces Of Sadness – 3:21
9. Liar – 3:36
10. Don't You Realize – 3:49
11. I Know – 3:17
12. Corner Of My Mind – 3:37
13. Destroyed By You – 3:51
14. Tough Enough (Extended Version) – 6:24
15. Blue Tattoo (Extended Version) – 9:20
16. Megamix (Extended Version) – 6:29

## Formazione
- Lenna Kuurmaa - chitarre voce
- Piret Järvis - chitarre voce
- Triinu Kivilaan - basso
- Katrin Siska - tastiere